# Marcia Barrett
Marcia Barrett (Parrocchia di Saint Catherine, 14 ottobre 1948) è una cantante giamaicana naturalizzata britannica, nota soprattutto per essere stata una delle voci della band euro disco Boney M..

## Biografia
Barrett è nata nella Parrocchia di Saint Catherine, nella Giamaica britannica; i suoi genitori si trasferirono a Croydon, in Inghilterra, nel 1963. Alla fine degli anni '60 si trasferì in Germania, dove si unì a una band e fece un tour con Karel Gott e Rex Gildo. Nel 1971 firmò con la Metronome Records e incise il suo primo disco, "Could Be Love", scritto da Drafi Deutscher.

### Con i Boney M.
Nel 1975 si unì ai Boney M., un gruppo di modelle e ballerine, per realizzare le performance dal vivo di Baby Do You Wanna Bump, una canzone registrata dal produttore discografico Frank Farian. Quando la cantante Claudja Barry abbandonò il gruppo all'inizio del 1976, Barrett suggerì come sostituto una collega giamaicana, Liz Mitchell. Farian ingaggiò lei e Barrett per una registrazione successiva, Daddy Cool. Registrarono il primo album di Boney M., Take the Heat Off Me, nel 1976. Dopo un'apparizione nel programma televisivo tedesco Musikladen a settembre, il gruppo era nelle classifiche di tutta Europa, e seguirono una serie di singoli e album di successo nel decennio successivo. I Boney M. contavano quattro membri ufficiali, ma in realtà solo Barrett e Mitchell erano presenti in fase di registrazione dei brani, mentre la voce maschile era fornita da Frank Farian stesso (e, dal 1982 al 1985, da Reggie Tsiboe).
Sebbene Liz Mitchell fosse considerata la voce solista, Barrett contribuì all'armonia di molte canzoni famose del gruppo e condivise il ruolo principale con Mitchell in successi come Daddy Cool, Ma Baker, Rasputin e Gotta Go Home. Barrett ha inoltre cantato come voce solista in Belfast, che divenne il secondo singolo dal secondo album Love for Sale, e in alcuni brani del Christmas Album del 1981. È inoltre stata la cantante principale in No Time to Lose nell'album del gruppo del 1979 Oceans of Fantasy e ha avuto un assolo nel brano di apertura Let It All Be Music.
Dopo un singolo da solista senza successo, You alla fine degli anni '80, abbandonò il progetto solista. Farian prese una delle canzoni scritte da Kelvin James per lei, Breakaway, e la inserì nel successivo album dei Boney M., Boonoonoonoos, con la sua voce sulle strofe. Barrett, inoltre, ha cantato come protagonista nel singolo We Kill the World (Don't Kill the World) nel 1981.

### Esperienze successive
Dopo che il gruppo si sciolse nel 1990, Barrett stava registrando brani rock a Monaco di Baviera quando le fu diagnosticato un cancro alle ovaie.
Nel 1997, iniziò a lavorare con il produttore Scott Christina su alcuni brani dance. L'album risultante, Survival, fu pubblicato nel novembre 1999. Nel 2003, un EP di beneficenza No War! Peace and Love fu pubblicato come protesta contro l'intervento militare statunitense in Iraq.
Barrett ha realizzato il suo secondo album, "Come into My Life", nel 2005. Comprendeva una cover di "Hey Joe", una nuova versione di "Belfast", oltre a registrazioni originali scritte da lei e dal marito Marcus James. Inoltre, facevano parte dell'album una cover del brano strumentale dei Fleetwood Mac "Albatross", per la quale Barrett aveva avuto il permesso di aggiungere i suoi testi dal suo compositore Peter Green, e la canzone "Rip It Up".
È stata anche in tournée con la sua versione dei Boney M., e ha partecipato con Liz Mitchell e Frank Farian alle anteprime londinesi e berlinesi del musical Daddy Cool. Nell'ottobre 2007, ha rifiutato una canzone per l'album Disco 2008, un progetto del produttore musicale britannico Ian Levine. A ottobre, lei e i suoi Boney M. sono stati invitati dal presidente Mikheil Saak'ashvili a esibirsi in Ossezia del Sud.
Nel 2009 ha fondato la Xoah Records. La prima uscita per l'etichetta è stata un remix del suo brano "Seeing Is Believing", pubblicato il 6 marzo 2009, seguito da "I Don't Know Why". Mentre era stato annunciato il suo terzo album solista Strange Rumours, l'album è stato sospeso quando è stata colpita da una recidiva del cancro diagnosticatole nel 1990.
Barrett attualmente vive a Berlino con suo marito Marcus James (sposato nel 1984). Ha un figlio nato nel Regno Unito quando Marcia aveva 16 anni.
Il giugno 2018 ha visto la pubblicazione della sua biografia, dal titolo Forward - La mia vita con e senza Boney M..